# Martita Hunt
Martita Hunt, född 30 januari 1900 i Buenos Aires, Argentina, död 13 juni 1969 i London, England, var en brittisk skådespelare inom teater och film. Hon filmdebuterade i en kortfilm 1920, men blev först 1932 filmskådespelare på allvar. Sent i karriären anlitades hon som birollsskådespelare i två av Otto Premingers filmer.
Hunt var också verksam scenskådespelare vid The Old Vic och West Ends teaterdistrikt. På Broadway spelade hon 1948-1950 i pjäsen The Madwoman of Chaillot.

## Filmografi, urval
- 1936 – Fåglarna sjunga klockan 1.45 (ej krediterad)
- 1938 – Spionligans överman
- 1939 – Flickor på vift
- 1943 – Mannen i grått
- 1945 – Svarta damen
- 1946 – Lysande utsikter
- 1948 – Att älska är farligt
- 1949 – Solfjädern
- 1956 – Anastasia
- 1957 – Skeppsbrutna i paradiset
- 1957 – Spionerna
- 1958 – Ett moln på min himmel
- 1958 – Jag och översten
- 1964 – Becket
- 1965 – Bunny Lake är försvunnen